# Gayle (piosenkarka)
Gayle (zapis stylizowany: GAYLE), właśc. Taylor Gayle Rutherfurd (ur. 10 czerwca 2004 r. w Plano) – amerykańska piosenkarka popowa i autorka tekstów. Po podpisaniu w 2021 roku kontraktu z wytwórnią Atlantic Records odniosła sukces dzięki swojemu debiutanckiemu singlowi „abcdefu”. Singel stał się wielkim hitem w Stanach Zjednoczonych, osiągając 3. miejsce na liście Billboard Hot 100. Ponadto utwór stał się międzynarodowym szlagierem, zdobywając szczyty list przebojów w wielu krajach, w tym w Wielkiej Brytanii, Niemczech, Australii, Szwecji, Izraelu oraz Malezji.

## Życiorys
Taylor Rutherfurd urodziła się 10 czerwca 2004 roku w miejscowości Plano w stanie Teksas. Swoją historię ze śpiewem rozpoczęła w wieku siedmiu lat, natomiast w wieku ośmiu lat zaczęła grać na gitarze. Gdy skończyła dziewięć lat była na koncercie Arethy Franklin, która później stała się jej muzyczną inspiracją. Pierwsze teksty piosenek zaczęła pisać gdy miała dziesięć lat. Kiedy Gayle miała dwanaście lat, przeprowadziła się wraz z rodziną do Nashville w Tennessee. W wieku 14 lat poznała autorkę tekstów i wykonawczynię muzyczną, Karę DioGuardi. Była jurorka American Idol była pod wrażeniem talentu i potencjału Rutherfurd i pomogła jej rozwinąć się jako artystka i wokalistka muzyczna. Gayle następnie podpisała umowę wydawniczą z firmą DioGuardi, Arthouse Entertainment, co doprowadziło do jej ostatecznego podpisania kontraktu z Atlantic Records pod koniec 2018 roku.

## Kariera muzyczna
W 2020 roku wydała szereg utworów: „dumbass”, „z”, „happy for you”, „orange peel”. W 2021 roku Gayle wydał swój pierwszy singiel w wytwórni Atlantic – „abcdefu”. „abcdefu” stało się bardzo popularne na TikToku, Spotify i Instagramie. Utwór stał się wielkim hitem w Stanach Zjednoczonych, zajmując 3. miejsce na liście Billboard Hot 100. „abcdefu” znalazł się na pierwszych miejscach list przebojów chociażby m.in. w Wielkiej Brytanii, Niemczech, Australii, Szwecji, Izraelu oraz Malezji. Singiel został opatrzony teledyskiem wydanym 13 sierpnia 2021 roku w serwisie YouTube. Film został nakręcony kamerą o współczynniku proporcji 4:3 w niskiej rozdzielczości, aby przywołać na myśl amatorskie filmy wideo z początku XXI wieku. Rutherfurd współreżyserowała wideo z filmowcem Jimmym Fisco. W teledysku piosenkarka i jej przyjaciele wkradają się i demolują dom byłego chłopaka Gayle. Emily Zemler z magazynu Rolling Stone pochwaliła Gayla przed kamerami talk-show The Tonight Show.
19 stycznia 2022 roku Gayle wydała piosenkę „ur just horny”. 18 lutego 2022 roku Gayle wydał album „a study of the human experience, volume one”, składający się z sześciu piosenek.
W sierpniu 2022 roku wystąpiła razem z izraelską piosenkarką Noą Kirel na koncercie w parku Hayarkon w Tel Awiwie. 19 września 2022 roku Gayle ogłosiła, że odwołuje trasę koncertową „Avoiding College”, która miała się odbyć w Stanach Zjednoczonych.
Gayle będzie śpiewać na występach otwierających koncerty w amerykańskiej części trasy koncertowej Taylor Swift „The Eras Tour”.

## Inspiracje muzyczne
Wśród swoich inspiracji muzycznych Gayle wymienia artystów takich jak m.in. Aretha Franklin, Olivia Rodrigo, Maggie Rogers, Dan Nigro, Still Woozy i Chloe Lilac.

## Dyskografia
(na podstawie materiału źródłowego:)
- „dumbass” (2020 r., Arthouse Entertainment)
- „z” (2020 r., Arthouse Entertainment)
- „happy for you” (2020 r., Arthouse Entertainment)
- „orange peel” (2020 r., Arthouse Entertainment)
- „abcdefu” (2021 r., Arthouse Entertainment/Atlantic Records) –  4x platynowa płyta w Polsce[18]
- „abc” (2021 r., Arthouse Entertainment/Atlantic Records)
- a study of the human experience, Vol. 1 (2021 r., Arthouse Entertainment/Atlantic Records)
- „ur just lonely” (2022 r., Arthouse Entertainment/Atlantic Records)
- „ur just horny” (2022 r., Arthouse Entertainment/Atlantic Records)
- „fmk (nicer)” (2022 r., Arthouse Entertainment/Atlantic Records)
- „Don't Trip” (2022 r., Friends Support Friends)